# فرواسب
فرواسب (نام علمی: Hypohippus) نام یک سرده از تیره اسبیان است.